# Photonectes dinema
Photonectes dinema är en fiskart som beskrevs av Regan och Trewavas, 1930. Photonectes dinema ingår i släktet Photonectes och familjen Stomiidae. Inga underarter finns listade i Catalogue of Life.